# Zygocystis sipunculi
Zygocystis sipunculi is een soort in de taxonomische indeling van de Myzozoa, een stam van microscopische parasitaire dieren. Het organisme komt uit het geslacht Zygocystis en behoort tot de familie Monocystidae. Zygocystis sipunculi werd in 1845 ontdekt door von Kolliker.